# Giovanni Battista Rabino
Giovanni Battista Rabino (ur. 5 grudnia 1931 w Montaldo Scarampi, zm. 12 marca 2020 w Asti) – włoski polityk z partii Chrześcijańskiej Demokracji, który w latach 1983–1992, a następnie w czasie jednej kadencji w latach 1992–1994, pełnił funkcję senatora, był członkiem Izby Deputowanych. W latach 2004–2009 pełnił funkcję burmistrza Montaldo Scarampi. Przed swoją karierą polityczną Rabino był związkowcem, działającym w alesandryjskim oddziale Coldiretti. 

## Śmierć
Rabino zmarł 12 marca 2020 na COVID-19 w szpitalu kardynała Massaja w Asti. Jego pogrzeb odbył się dwa dni później. 